# Azuré de l'Atlas
Polyommatus atlantica
Espèce
L’Azuré de l'Atlas (Polyommatus atlantica) est une espèce de lépidoptères (papillons) de la famille des Lycaenidae, de la sous-famille des Polyommatinae et du genre Polyommatus.

## Dénominations
Polyommatus atlantica Elwes en 1905.
Synonymes : Lycaena hylas var. atlantica Elwes, 1905; Plebicula atlantica.

### Noms vernaculaires
L’Azuré de l'Atlas se nomme en anglais Atlas Blue.

### Sous-espèces
- Polyommatus atlantica atlantica dans le Haut Atlas au Maroc.
- Polyommatus atlantica barraguei Dujardin, 1977 dans les Aures en Algérie
- Polyommatus atlantica weissi (Dujardin, 1977) dans le Haut Atlas au Maroc[1].

## Description
C'est un petit papillon qui présente un dimorphisme sexuel, le dessus du mâle est bleu plus ou moins suffusé de gris bordé de gris aux antérieures et d'une ligne submarginale de macules noires aux postérieures, celui de la femelle est marron, orné d'une ligne submarginale de larges macules orange marquées d'un point noir aux postérieures. Les deux ont leurs ailes bordées d'une frange blanche.
Leur revers est ocre clair marqué d'une ligne blanche aux postérieures, orné de points noirs cerclés de blanc et d'une ligne submarginale de points noirs cerclés de blanc et surmontés d'orange.
Il est l'animal comportant le plus grand nombre de chromosomes, avec un caryotype en comportant 440.

## Biologie

### Période de vol et hivernation
Il est bivoltin, vole en deux générations de fin mai à juillet et d'août à septembre.

### Plantes hôtes
Sa plante hôte est Anthyllis vulneraria.

## Écologie et distribution
Il est présent en Algérie dans les Aurès et au Maroc dans le Haut-Atlas et le Moyen-Atlas,.

### Biotope
Il réside sur les pentes pierreuses dans les lieux fleuris.

### Protection
Pas de statut de protection particulier.